# GBU-39 SDB
GBU-39 SDB (skrót od ang. small diameter bomb – bomba o małej średnicy) – amerykańska szybująca bomba lotnicza, najmniejsza precyzyjna bomba używana przez amerykańskie siły zbrojne, wprowadzona do służby w 2006 roku.

## Historia
Prace rozwojowe nad nową bombą precyzyjną o wagomiarze 250 funtów (113 kg) rozpoczęto w połowie lat 90. Celem budowy tak małej bomby była potrzeba przenoszenia dużej ich liczby przez jeden samolot i trafiania w różne cele z dużą precyzją. Typowo samoloty mogą przenosić 4 bomby SDB w miejsce jednej konwencjonalnej bomby. F-22 Raptor w miejsce dwóch 907 kg bomb JDAM może być uzbrojony w 8 bomb SBD, a B-1B Lancer może przenieść około 200 bomb tego typu.
Opracowano dwa warianty bomby SBD: GBU-39 wyposażoną w system nawigacyjny INS/GPS przeznaczoną do niszczenia celów stacjonarnych takich jak: bunkry, składy paliw itp, oraz GBU-40 z termiczną głowicą naprowadzającą z automatycznym rozpoznawaniem celów do niszczenia obiektów ruchomych takich jak: samochody, czołgi i mobilne punkty dowodzenia.
Dokładność trafienia bomb SDB wynosi około 5 do 8 metrów, co ogranicza niebezpieczeństwo przypadkowego zniszczenia obiektów cywilnych. Naprowadzanie bomb z systemem GPS odbywa się przy pomocy trzech niezależnych odbiorników sygnału satelitarnego zainstalowanych w miejscach o znanych współrzędnych, skorelowaniu ich i wysłaniu do samolotu przenoszącego bombę sygnału korygującego jej kurs przez specjalne złącze danych Link 16.
W pierwszej kolejności planuje się przystosowanie do przenoszenia bomb SDB samolotów wielozadaniowych: F-15E Strike Eagle, a w dalszej kolejności: F-22 Raptor, F-35 Lightning II, F-16 Fighting Falcon, A-10 Thunderbolt II, B-1B Lancer, B-2 Spirit i B-52 Stratofortress. W przyszłości zdolność przenoszenia tych bomb będą miały także inne samoloty oraz bezzałogowe bojowe aparaty latające UCAV (ang. Unmanned Combat Air Vehicle). 
Według niektórych doniesień, ten typ bomby miał być wykorzystywany przez samoloty F-117 w trakcie ich wykorzystywania w latach 2016 - 2017 na Bliskim Wschodzie, gdzie już po wycofaniu ze służby miały wykonywać misje bojowe nad Syrią i Irakiem w ramach operacji "Inherent Resolve" przeciwko Państwu Islamskiemu. Przed wycofaniem samolotów, bomba nie została certyfikowana do użycia przez ten typ maszyn. Tym niemniej, jeśli istotnie doszło do jej użycia przez F-117, mogła zostać zintegrowana z samolotem już po jego oficjalnym wycofaniu ze służby.
Głowica bojowa bomby SDB zawiera około 23 kg materiału wybuchowego, ale sposób działania bomby powoduje, że jest ona równie skuteczna jak 907 kilogramowa BLU-109 i jest zdolna do przebicia 1,8 metra zbrojonego betonu. Na grzbiecie bomby znajdują się rozkładane skrzydełka w kształcie rombu nazywane Diamond Back i wydłużające maksymalny dystans szybowania.

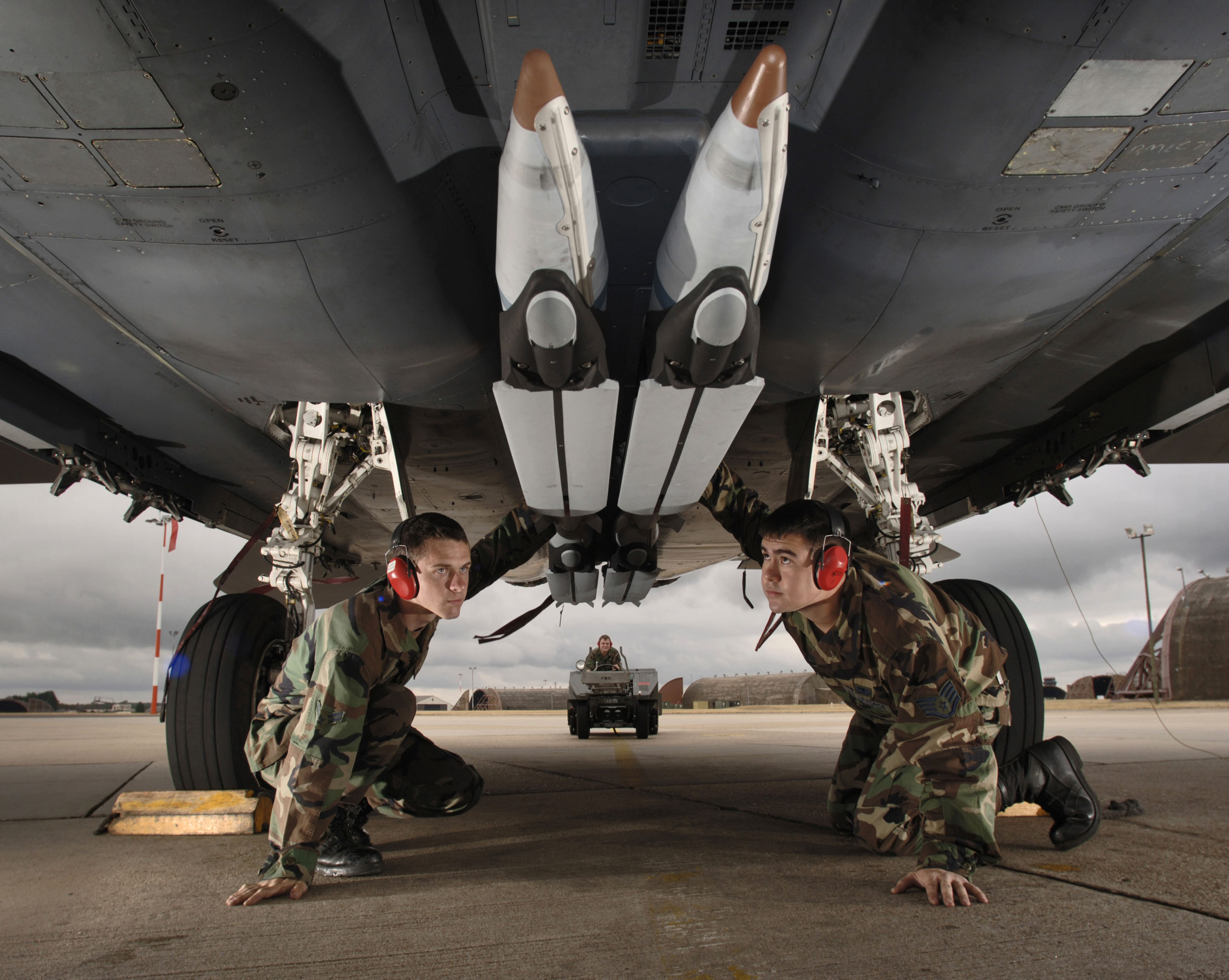
Bomby GBU-39 umieszczone pod kadłubem samolotu F-15E Strike Eagle